# FreeDOS
A FreeDOS egy szabad és nyílt forráskódú operációs rendszer, amelyet a GNU GPL licenc alatt terjesztenek. A projekt célja a Microsoft DOS-szal kompatibilis operációs rendszer létrehozása volt. A FreeDOS 1.0 2006. szeptember 3-án jelent meg, és szabadon letölthető a projekt weboldaláról. Az egyik letölthető lehetőség, az fbasecd.iso 8 MByte-os, és egy szűk alaprendszert tartalmaz, a másik az fdfullcd.iso (153 MByte), ami sok hasznos alkalmazást is tartalmaz, így például az Arachne nevű, egyszerű böngészőklienst, az Mpxplay multiformátumú zenelejátszót, az OpenGEM grafikus környezetet.

## Történet

### Kezdetek
A FreeDOS projekt 1994. június 26-án kezdődött, amikor a Microsoft bejelentette, hogy nem árusítja és nem támogatja tovább az MS-DOS-t. Jim Hall – aki ekkor fizikus hallgató volt Wisconsinban – egy kiáltványt tett közzé, amelyben egy nyílt forrású MS-DOS helyettesítő operációs rendszer kifejlesztésére tett javaslatot. A PD-DOS névre hallgató operációs rendszert 1994. június 29-án jelentették be. 1994. július 16-án a projektet új névre, Free-DOS-ra keresztelték, majd 1996-ban átnevezték a mai nevére, FreeDOS-ra.
A kiáltvány közzététele utáni hetekben többen csatlakoztak a projekthez, így Pat Villani és Tim Norman is. Az alapokat vagy maguk megírták, vagy felhasználták, ami nyilvánosan elérhető volt. A kernelért Villani, a COMMAND.COM parancssori értelmezőért Villani és Norman, míg az alapvető felhasználói alkalmazásokért Hall felelt. Egy ideig Morgan "Hannibal" Toal is aktívan támogatta a projektet. Számos kiadás előtti (Alfa, Béta, Release Candidate) verzió látott napvilágot a FreeDOS 1.0 2006 szeptember eleji megjelenése előtt.

### Kabalafigura

Blinky

Blinky, a barátságosan vicces hal a FreeDOS kabalafigurája, 2004 óta.
Jim Hall már 1999-ben gondolkozott azon, hogy jó lenne egy kabalafigura és először a gyűrűsfarkú maki ugrott be neki, mert mindig is kedvelte ezeket az állatokat. Később arra gondolt, hogy mivel a Linux is szabad szoftver, hasonlóan a FreeDOS-hoz, olyan kabalafigura kellene, ami jól passzol a Linux pingvinéhez, de először a fóka jutott eszébe. "SEAL" nevű szoftver (GUI MS-DOS-ra) azonban már létezett, így ezt elvetette.
2001 után merült fel egy belső levelezésben, hogy jó lenne a FreeDOS-nak is egy logó és a hal kezdett terjedni, mint jelkép. Végül Bas Snabilie készített egy karikatúrát, amely halat formázott és egy hozzá illő logót, melyet a fejlesztő csapat elfogadott. Neve csak később lett, a hunyorgó szemei miatt: "Blinky".

## Jellemzők
A FreeDOS nem csupán az MS-DOS klónja, hanem modernebb operációs rendszereken jellemző szolgáltatásokat is megvalósít. Néhány közülük:

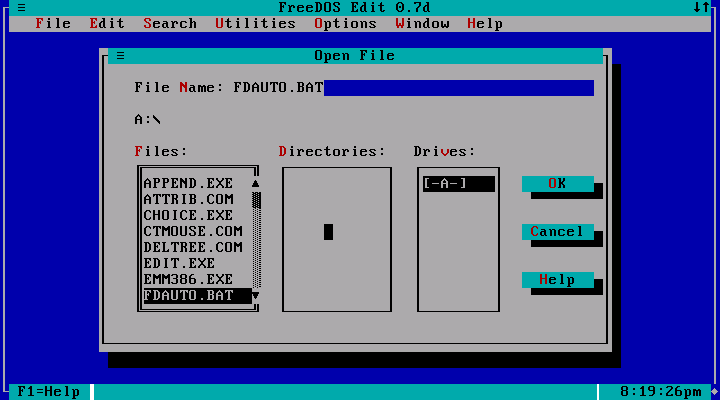
A FreeDOS beépített szövegszerkesztője. MS-DOS Editor klón további funkciókkal.

- FreeCOM: Parancssoros értelmező (a COMMAND.COM megfelelője)
- FDAPM: Energiagazdálkodás, beleértve a számítógép indítását, leállítását és alvó állapotát
- CuteMouse: Egér-illesztőprogram görgős támogatással
- FDNPKG: Csomagkezelő hálózathoz való csatlakozás lehetőségével
- Grafikus nyomtatás támogatása
- DOSLFN: Lehetővé teszi a hosszú fájlnevek használatát
- JEMM386 és HIMEMX a memóriakezeléshez
- FDSHIELD és ClamAV a vírusvédelemért
- Linux parancsok használata
- FAT32 fájlrendszer támogatás
- Fájlok tömörítése és kicsomagolása Zip és 7z formátumban
- Dillo és Arachne szöveges módban történő webböngészésre
- Különféle fájlszerkesztők, köztük az Edit, a Biew, a Blocek, az E3, a Freemacs, a Vim, az Elvis, a Pico és a FED.
- Mplayer és OpenCP zenelejátszáshoz.
- Nyílt forráskódú játékok: Freedom, Floppy Bird, Nethack, Sudoku és Tetris.
- Multiboot támogatás.[11]

## Használata

### Üzleti használat
A FreeDOS-t több nagy számítástechnikai cég is használja.
- A Dell előtelepített FreeDOS-sal árulta "n Series" asztali számítógépeit költségcsökkentési célból. A kampány azonban botrányosra sikeredett, mivel teljesen elérhetetlenek voltak egy átlagos vásárló számára, ráadásul az áruk sem maradt el a Windows-zal telepített, egyebekben teljesen azonos felépítésű társaiktól.[12]
- A Hewlett-Packard a FreeDOS-t opcióként kínálta HP Compaq dc5750 asztali számítógépeihez, Mini 5101 netbookjaihoz és Probook laptopjaihoz.[13] Rendszerei firmware-frissítéseihez használt bootolható lemezképfájljain is FreeDOS volt található.[14]
- Az Intel SSD meghajtóinak firmware frissítő eszköze is FreeDOS alól töltődik be.[15]
- A fentieken túlmenően, számos alaplapgyártó is bootolható FreeDOS floppy-lemezről tette elérhetővé BIOS-, illetve firmware-frissítéseit.[16]

### Szabad használat
- Az XFDOS grafikus DOS felülete a FreeDOS alól futtatható, arra épül rá.[17]
- A FUZOMA nevű, alapvetően afrikai országoknak készült gyermek oktatóprogram-csomag egy FreeDOS floppyról működik.[18]
- A "Floppy Enhanced DivX Universal Player" egy FreeDOS floppyról működik.[19]

### A használat gyakorlati haszna
- Régi DOS-os alkalmazások: könyvelőprogramok, klasszikus játékprogramok, stb. futtatása.
- Szemben egyes tetemes árú operációs rendszerekkel a FreeDOS ingyenes, ezért a vele telepített gép eladási árát ez nem emeli.